# 松山中央公園
松山中央公園（まつやまちゅうおうこうえん、英語: Matsuyama Central Park）は、愛媛県松山市にあるスポーツ施設群等を有する都市基幹公園（運動公園）。

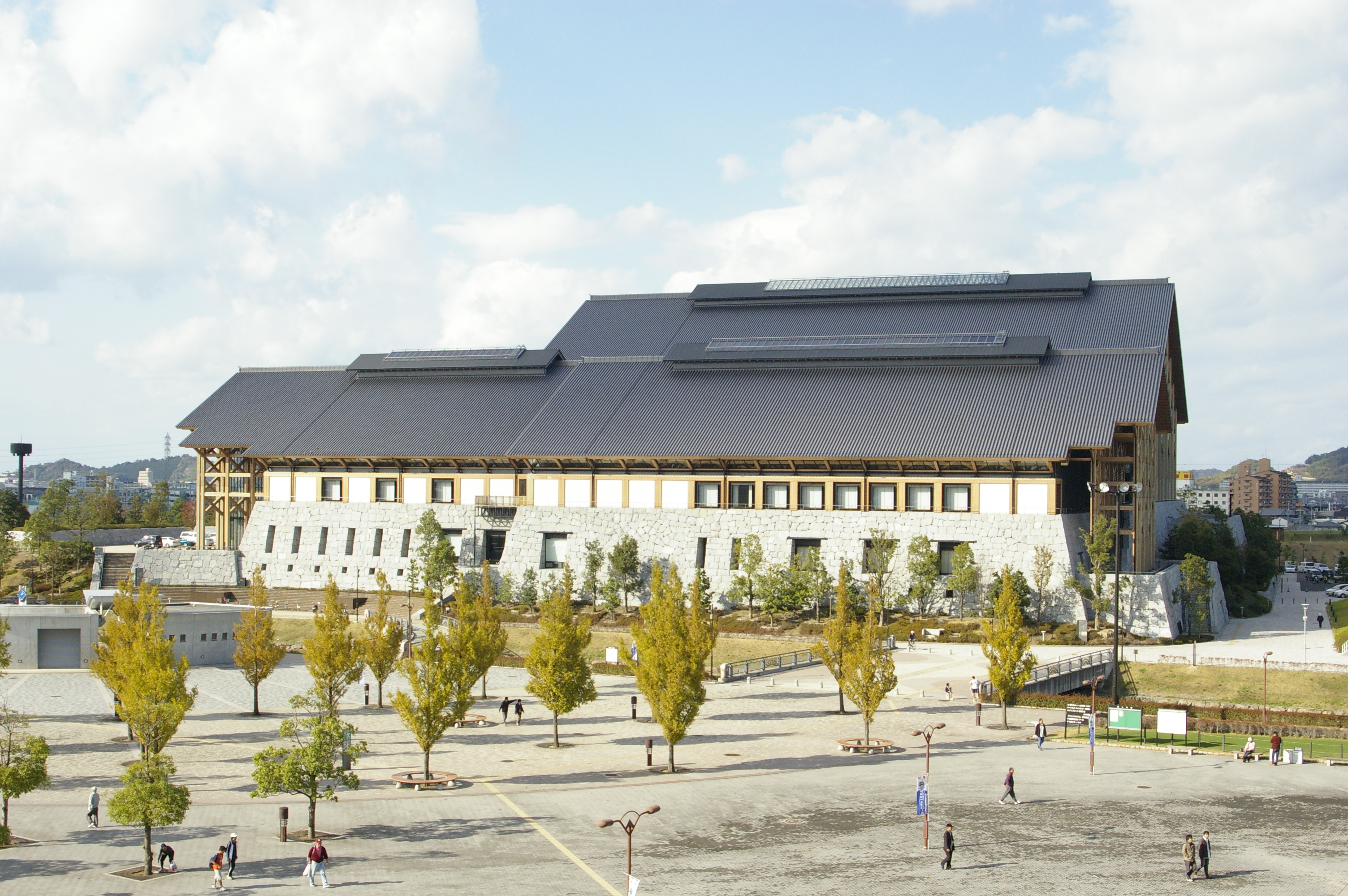
愛媛県武道館（外観）

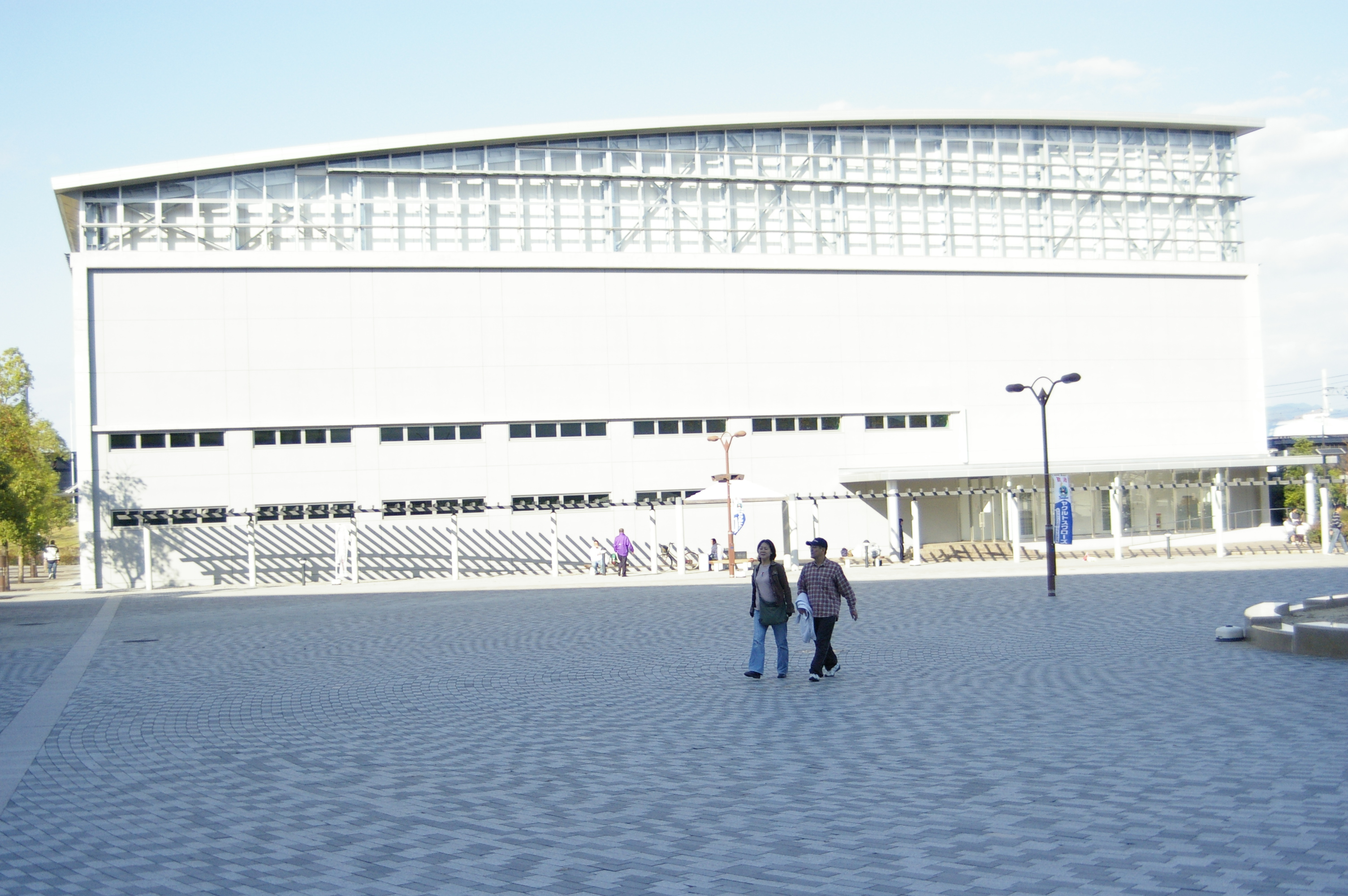
屋内運動場（外観）

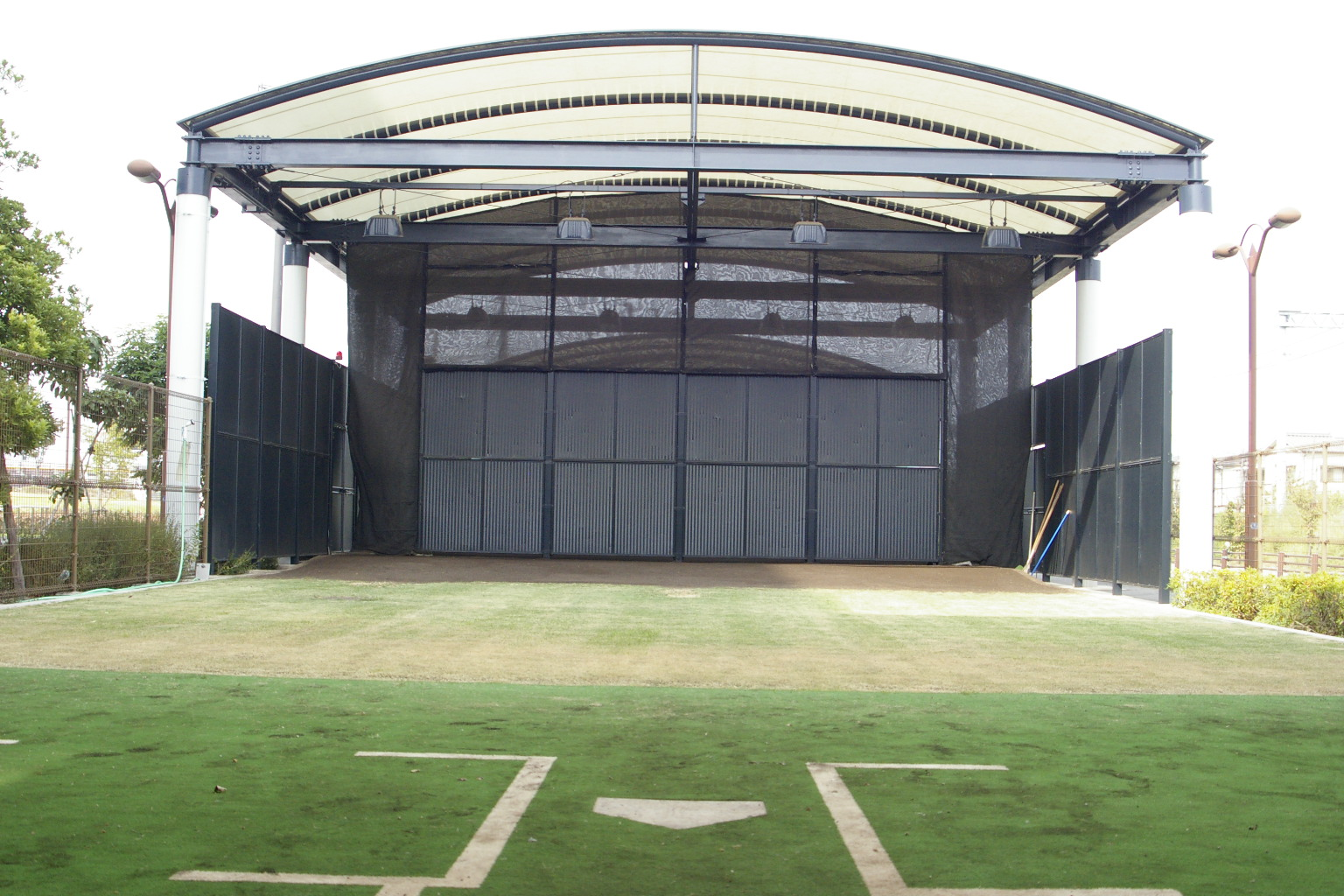
投球練習場内部（南側で撮影）

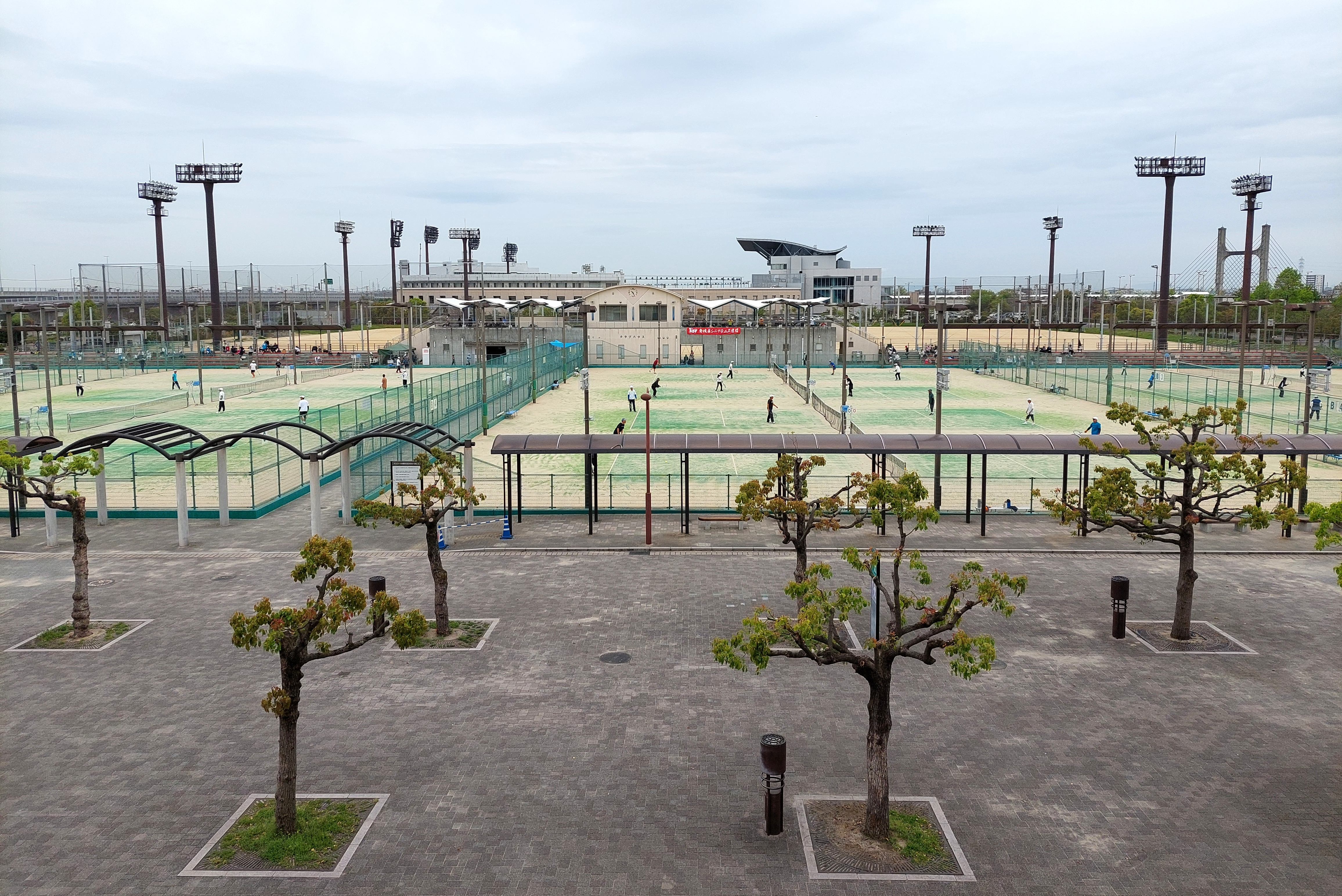
テニスコート

## 概説
施設は松山市が所有し、公益財団法人松山市文化・スポーツ振興財団（以前は松山市施設管理公社、2010年4月1日に松山市生涯学習振興財団と合併）が指定管理者として運営管理を行っている。また公園内にある愛媛県武道館については、施設は愛媛県が所有し、公益財団法人愛媛県スポーツ振興事業団が指定管理者として運営管理する。
地理的には松山市の南端にあるが、松山平野（道後平野）のほぼ中央に位置していることから近隣にある愛媛県立松山中央高等学校と同様に名称に「中央」を入れている。市内には、名称の似ている公園として松山総合公園があるが、所在地が異なり、スポーツ施設はない。他にスポーツ施設を有する大規模公園としては、県が管理する愛媛県総合運動公園が松山市と伊予郡砥部町との境にある。

## 歴史
松山市中心部にある城山公園には野球場、競輪場の他プール、テニスコート、ラグビー場、弓道場などのスポーツ施設があったが、いずれも戦後の復興期から高度経済成長期に建設されたもので老朽化が著しく、市民からは新しい施設の建設要望がたびたび上がっていた。しかし城山公園は国の史跡である松山城の敷地にあり、地下には貴重な文化財が埋蔵されているため、抜本的な改修や新たな大規模施設を建設することは困難だった。そのため市は城山公園内についてはこれらのスポーツ施設を撤去して緑地公園とし、市街地南側の市坪西地区に都市計画決定されていた新しい公園内に各施設を再整備する方針を発表した。こうして順次各種施設が建設され、平成12年に坊っちゃんスタジアム、平成15年にマドンナスタジアム・屋内運動場・武道館、平成17年にプールと競輪場が完成した。

## 主な施設
- 松山中央公園野球場（坊っちゃんスタジアム）
  - 投球練習場（屋外ブルペン）併設
  - 野球歴史資料館（の・ボールミュージアム）
- 松山中央公園サブ野球場（マドンナスタジアム）
- 松山中央公園屋内運動場
- 松山中央公園運動広場 ※多目的運動広場
- 松山中央公園テニスコート
- 松山中央公園プール（アクアパレットまつやま）
- 松山競輪場・松山中央公園多目的競技場（であいフィールド）
- 愛媛県武道館

## 交通
鉄道
JR四国予讃線、市坪駅（いちつぼ-）- 松山駅から宇和島方面へ一駅目。普段は無人駅であり、普通列車のみ停車するが、プロ野球のゲームなど大規模イベントの際には特急列車が臨時停車するほか、松山駅との間で主に2-4両編成の電車による輸送力重視の普通列車が増発される。その際は、切符等販売、整理のため駅員が派遣される。
自動車
国道56号からの進入路があるものの、高校野球の県大会程度の大会でも混雑する。2016年12月に松山外環状道路インター線が全通し、側道から公園南口にアクセスできるようになった。最寄りは市坪ICだが、松山IC方面からは市坪ICで自動車専用部を下りることができないため、手前の古川ICで下りることになる。